# Uncovered (album Zamilskiej)
Uncovered – trzeci solowy album Zamilskiej, wydany 10 maja 2019 przez Untuned Records. Płyta uzyskała nominację do Fryderyka 2020 w kategorii «Album Roku Elektronika».

## Lista utworów
| Nr  | Tytuł utworu | Długość |
| --- | ------------ | ------- |
| 1.  | „Message”    | 3:40    |
| 2.  | „Dolls”      | 2:21    |
| 3.  | „Hospital”   | 3:53    |
| 4.  | „Still”      | 0:58    |
| 5.  | „Hollow”     | 3:37    |
| 6.  | „Gape”       | 1:33    |
| 7.  | „Alive”      | 3:45    |
| 8.  | „Delusion”   | 1:01    |
| 9.  | „Prisoner”   | 2:57    |
| 10. | „Blind”      | 4:06    |
| 11. | „Back”       | 3:34    |
| 12. | „Front”      | 3:15    |
| 13. | „Done”       | 2:39    |
|     |              | 37:19   |